# Trevor Johnson
Trevor George Johnson (Trail, 25 gennaio 1982) è un ex hockeista su ghiaccio canadese naturalizzato italiano, di ruolo difensore.

## Biografia
Il padre è islandese, la madre è invece italiana. I due si conobbero in Canada, dove si stabilirono definitivamente dopo il matrimonio, e dove Johnson nacque.

## Carriera

### Club
Johnson iniziò la sua carriera nel 1998 con il team del Kootenay Ice (WHL), con cui giocò per quattro stagioni, vincendo un titolo (2000). Prima del termine della stagione 2001-2002 si trasferì ai Seattle Thunderbirds, sempre in WHL, con cui iniziò anche la stagione successiva, prima di passare ai Tri City Americans (WHL) e poi - per la prima volta al professionismo - ai Muskegon Fury (UHL) con cui disputò l'intera stagione 2003-2004.
Anche nel 2004-2005 si divise fra tre squadre: Hershey Bears (AHL), Peoria Rivermen (ECHL) e South Carolina Stingrays (ECHL). Ritornò in AHL (Cleveland Barons) nel 2005-2006, ma per soli tre incontri, giocando poi il resto della stagione coi Muskegon Fury.
In Italia esordì nella stagione 2006-07 con la maglia del Renon con 30 presenze e 20 punti. Dalla stagione successiva, e per due stagioni, vesitì la maglia dell'Asiago Hockey. Nel 2009-10 fu ceduto al Kassel Huskies, squadra della DEL, con cui disputò soli 16 incontri prima di tornare in Italia all'Hockey Club Bolzano. Nel 2010 si trasferì all'HC Valpellice con i quali, a partire dal 2011, divenne capitano. Nell'estate del 2013, dopo aver vinto la Coppa Italia ed essere arrivato alla finale scudetto, Johnson rinnovò il proprio contratto per altre tre stagioni.
Agli inizi di febbraio 2016, poche settimane dopo aver vinto la seconda Coppa Italia col Valpellice, Johnson si trasferì all'HC Val Pusteria fino al termine della stagione.
Per la stagione successiva Johnson firmò con i Manchester Storm, squadra della EIHL, con i quali terminò la propria carriera.

### Nazionale
Nel 2008, maturati i due anni nel campionato italiano necessari per vestire la maglia azzurra, fu convocato nella Nazionale italiana. Nel 2009 disputò le qualificazioni olimpiche e prese parte ai mondiali 2009 di Prima Divisione, vinti dagli azzurri. Johnson fu eletto miglior difensore del torneo.

## Palmarès

### Club
- Coppa Italia: 2

Valpellice: 2012-2013, 2015-2016
- United Hockey League: 1

Muskegon: 2003-2004
- Western Hockey League: 1

Kootenay: 1999-2000

### Nazionale
- Campionato mondiale di hockey su ghiaccio - Prima Divisione: 2

Polonia 2009, Ungheria 2011

### Individuale
- Capocannoniere del Campionato mondiale di hockey su ghiaccio - Prima Divisione: 1

Polonia 2009 (8 punti)
- Maggior numero di punti per un difensore del Campionato mondiale di hockey su ghiaccio - Prima Divisione: 1

Polonia 2009 (8 punti)
- Miglior difensore del Campionato mondiale di hockey su ghiaccio - Prima Divisione: 1

Polonia 2009
- Maggior numero di assist per un difensore della Serie A/Elite.A: 3

2011-2012 (25 assist), 2013-2014 (43 assist), 2014-2015 (33 assist)
- Maggior numero di punti per un difensore della Serie A/Elite.A: 2

2012-2013 (44 punti), 2013-2014 (45 punti)